# Loxophlebia tibba
Loxophlebia tibba là một loài bướm đêm thuộc phân họ Arctiinae, họ Erebidae.